# John Lamb (cầu thủ bóng đá)
John Lamb là một cầu thủ bóng đá người Anh thi đấu ở vị trí hậu vệ thi đấu ở Football League cho Luton Town và The Wednesday.

## Thống kê sự nghiệp
| Câu lạc bộ          | Mùa giải            | Giải quốc nội       | Giải quốc nội | Giải quốc nội | Cúp FA  | Cúp FA    | Tổng    | Tổng      |
| Câu lạc bộ          | Mùa giải            | Hạng đấu            | Số trận       | Bàn thắng     | Số trận | Bàn thắng | Số trận | Bàn thắng |
| ------------------- | ------------------- | ------------------- | ------------- | ------------- | ------- | --------- | ------- | --------- |
| The Wednesday       | 1913-14             | First Division      | 2             | 0             | 0       | 0         | 2       | 0         |
| The Wednesday       | 1919-20             | First Division      | 3             | 0             | 0       | 0         | 3       | 0         |
| Tổng cộng sự nghiệp | Tổng cộng sự nghiệp | Tổng cộng sự nghiệp | 5             | 0             | 0       | 0         | 5       | 0         |